# Julian Czerwiakowski

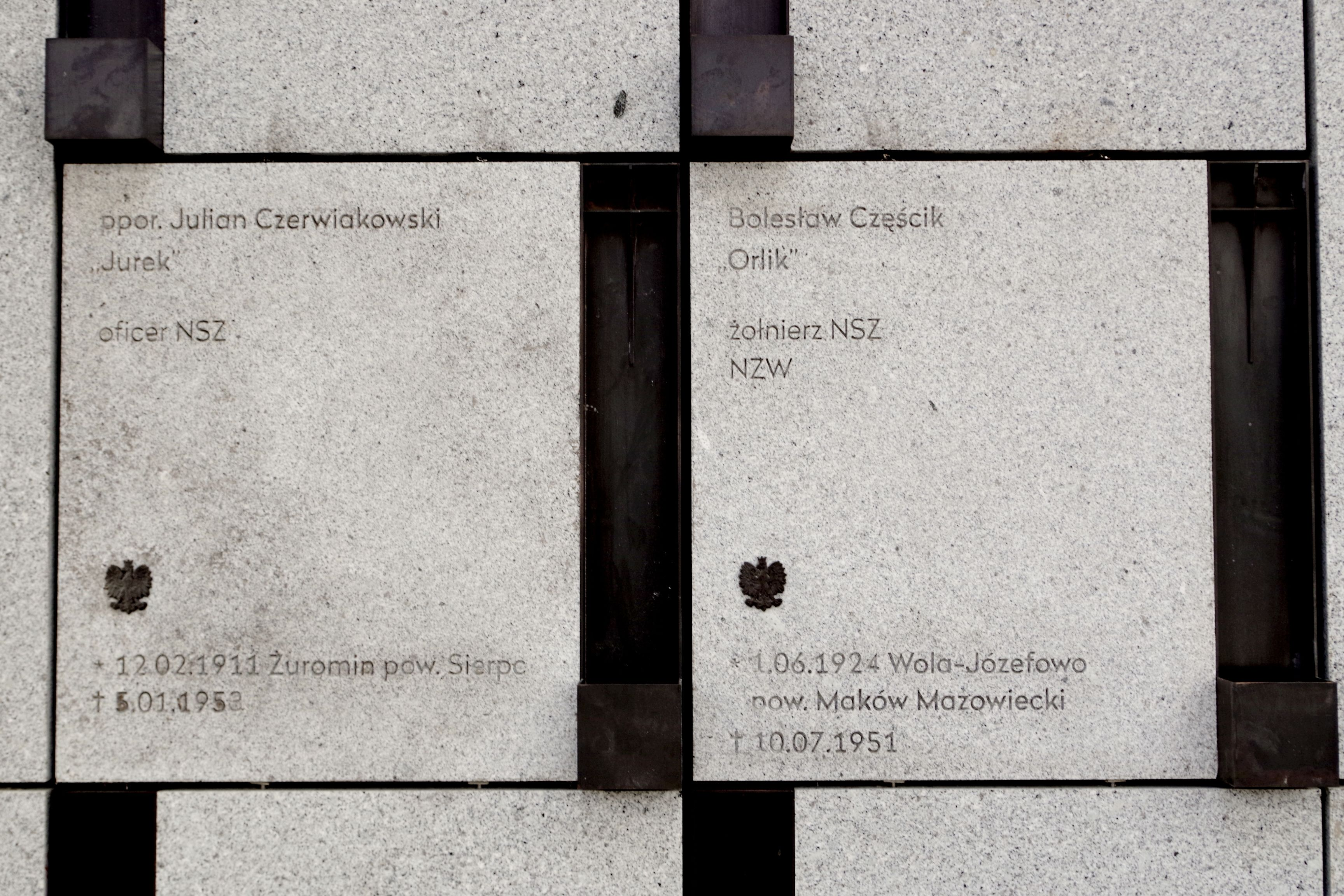
Groby ppor. Juliana Czerwiakowskiego ps. „Jurek” i Bolesława Częścika ps. „Orlik” w Panteonie – Mauzoleum Wyklętych-Niezłomnych na Cmentarzu Wojskowym na Powązkach w Warszawie.

Julian Czerwiakowski ps. Jerzy Tarnowski (ur. 12 lutego 1911 w Żurominie, zm. 5 stycznia 1953 w Warszawie) – polski żołnierz podziemia niepodległościowego w czasie II wojny światowej, podporucznik, oficer Narodowych Sił Zbrojnych, działacz organizacji NIE oraz Zrzeszenia Wolność i Niezawisłość.

## Życiorys
Od 1942 roku związany był z NSZ, gdzie pełnił funkcję kierownika wywiadu Narodowych Sił Zbrojnych na obwód Warszawa-Śródmieście. Był organizatorem komórki obserwacyjno-wywiadowczej. Jako działacz Ekspozytury Urzędu Śledczego m.st. Warszawy Państwowego Korpusu Bezpieczeństwa był kierownikiem placówki Śródmieście. W okresie od kwietnia do października 1945 roku był działaczem podziemia antykomunistycznego w ramach struktur organizacji NIE oraz Zrzeszenia Wolność i Niezawisłość.
21 grudnia 1948 roku został aresztowany w Warszawie przez funkcjonariuszy UB. Prokuratorem prowadzącym wyjątkowo ciężkie śledztwo był Benjamin Wajsblech. 22 kwietnia 1952 roku został skazany na karę śmierci wyrokiem Sądu Wojewódzkiego dla m.st. Warszawy pod przewodnictwem sędziego Mariana Stępczyńskiego. Wyrok wykonano 5 stycznia 1953 roku w Areszcie Śledczym Warszawa-Mokotów.
Szczątki Juliana Czerwiakowskiego odnaleziono 24 maja 2014 roku w Kwaterze na Łączce warszawskiego Cmentarza Wojskowego na Powązkach. Informację o identyfikacji szczątków Juliana Czerwiakowskiego podano do wiadomości we wrześniu 2014 roku.
29.02.2016 r. pośmiertnie awansowany do stopnia porucznika.